# Корнська Вікіпедія
Корнська Вікіпедія — розділ Вікіпедії корнською мовою. Створена у 2004 році. Корнська Вікіпедія станом на 26 березня 2025 року містить 7087 статей, 17 060 зареєстрованих користувачів, 31 активного дописувача, 2 адміністраторів
. Загальна кількість сторінок в корнській Вікіпедії — 14 699, редагувань — 220 893, завантажених файлів — 6
. Глибина (рівень розвитку мовного розділу) корнської Вікіпедії мала і становить 17.3 пунктів
.

## Історія
- Вересень 2004 — створена 100-та стаття[3].
- Квітень 2006 — створена 1 000-на стаття[3].
- В 2009 налічувала 1800 статей та 135 користувачів.
- Листопад 2010 — створена 2 000-на стаття[4].